# Royal Tyrrell Museum of Palaeontology
Royal Tyrrell Museum of Paleontology (česky:Královské Tyrellovo muzeum paleontologie) je významným paleontologickým muzeem v kanadské provincii Alberta. Jeho název je odvozen od příjmení prvního paleontologa, který v oblasti Jelení řeky (Red Deer River) v roce 1884 objevil zkameněliny místních dinosaurů.
Muzeum bylo oficiálně otevřeno dne 25. září 1985. Nachází se ve vzdálenosti asi 6 kilometrů od města Drumheller a zhruba 135 kilometrů od Calgary. Je umístěno přímo v terénu paleontologických lokalit s fosiliemi dinosaurů z období svrchní křídy (souvrství Horseshoe Canyon o stáří zhruba 75 milionů let). Muzeum v současnosti opatruje na 130 000 vzorků.
Jednou z významných postav, spojených s touto institucí je paleontolog Philip J. Currie. Muzeum má výměru 11 200 m2 a je zaměřeno zejména na zkameněliny dinosaurů, ale také jiných pravěkých organismů. Muzeum Každoročně jej navštíví kolem 400 tisíc návštěvníků, v roce 2010 přivítalo desetimiliontého návštěvníka.